# Isana
 īśāna là một name của Shiva-Rudra similar tới Ishvara.
Isana là một chi bướm đêm thuộc họ Erebidae.